# Cerophysa viridipennis
Cerophysa viridipennis es un coleóptero de la familia Chrysomelidae.
Fue descrita científicamente en 1884 por Jacoby.